# Danny Whitten
Danny Whitten (Columbus, 8 mei 1943 - Los Angeles, 18 november 1972) was een Amerikaans zanger, gitarist en songwriter. Hij werd vooral bekend als leadzanger en gitarist van Crazy Horse, onder meer de begeleidingsband van Neil Young. Het bekendste lied uit zijn pen is I don't want to talk about it, dat een hit werd voor Rod Stewart en Everything but the Girl. Door zijn heroïneverslaving werd hij de inspiratie voor Youngs lied The needle and the damage done. Een overdosis werd uiteindelijk zijn dood. Hij is negenentwintig jaar oud geworden.

## Biografie
Whitten werd geboren in Georgia aan de Amerikaanse oostkust. In de jaren zestig was hij aan de westkust, waar hij in een nachtclub in L.A. Billy Talbot ontmoette. Nog niet in staat om een muziekinstrument te bespelen, formeerden ze hier de doowopzanggroep Danny and the Memories. Ook Lou Molina deed mee, die Whitten later voorstelde aan zijn neef Ralph Molina, de latere drummer van Crazy Horse. Nadat de single Can't help lovin' that girl of mine geen succes opleverde, gingen Whitten, Talbot en Ralph Molina als The Rockets verder met rockmuziek. Sindsdien speelden ze ook op muziekinstrumenten: respectievelijk gitaar, bas en drums. Verder voegden zich de gitaristen George en Leon Whitsell bij de band, evenals de violist Bobby Notkoff.
Hun eerste en laatste album The Rockets (1968) kreeg volgens AllMusic niet de waardering die het verdiende. Wel maakten ze indruk op Neil Young toen die een keer met hen speelde tijdens een jamsessie. Toen zijn band Buffalo Springfield nog datzelfde jaar uit elkaar viel, vroeg hij het drietal om hem te begeleiden bij de opnames van zijn soloalbum Everybody knows this is nowhere. Het album werd uitbracht onder de naam Neil Young & Crazy Horse, meteen ook de nieuwe naam van de band. Als lid van Crazy Horse zong en speelde hij ook mee op Youngs album After the gold rush. Er volgden ook  tournees, en ondertussen sloten Nils Lofgren en Jack Nitzsche zich aan bij de band.
Hij is ook te horen op albums van anderen, zoals in Let me go op Joe Becks album Nature boy (1969) en op het album Blast from my past (1971) van Barry Goldberg.
Whitten schreef vijf nummers voor hun album Crazy Horse, het eerste dat uitkwam zonder de samenwerking met Young. Hoewel succes voor het album uitbleef, werd Whittens nummer I don't want to talk about it een succes voor allerlei andere artiesten. Het werd tientallen keren gecoverd en werd internationaal een hit voor Rod Stewart en Everything but the Girl.
In die jaren raakte Whitten van slag, naar verluidt vooral door het overlijden van zijn moeder. Hij raakte steeds verder in de greep van een heroïneverslaving en werd kort nadat hun album was uitgekomen uit Crazy Horse gezet. Young zag het afglijden van Whitten van dichtbij en schreef hierover het lied The needle and the damage done dat op 1 februari 1972 uitkwam op zijn album Harvest.
Daarnaast nodigde Young hem uit toe te treden tot de band waarmee hij eind 1973 op tournee zou gaan. Hierbij stelde hij wel als voorwaarde dat Whitten helemaal clean moest zijn. Hoewel Whitten daarin slaagde, ontwikkelde hij een nieuw probleem met een alcoholverslaving. Op 18 november 1972 was hij te dronken om te spelen. Hij onthield het gitaarspel niet en kreeg dat niet onder de knie. Young beval hem naar huis te gaan en gaf hem geld voor een vliegticket. Whitten reageerde dat er geen plek voor hem was om naartoe te gaan en vroeg hoe hij het zijn vrienden moest uitleggen.
Whitten keerde niet terug naar Los Angeles en werd nog dezelfde dag dood werd gevonden als gevolg van een overdosis drugs.  Danny Whitten werd negenentwintig jaar oud.
Zijn dood had een grote weerslag op Young bij wie het een donkere periode inluidde, met neerslachtige albums als Tonight's the night.